# Hardball (film)
Hardball is een Amerikaanse sportkomedie-dramafilm uit 2001, geregisseerd door Brian Robbins. De hoofdrollen worden vertolkt door Keanu Reeves, Diane Lane en D. B. Sweeney. Het scenario is gebaseerd op het boek "Hardball: A Season in the Projects" van Daniel Coyle.

## Verhaal
Conor O'Neill (Keanu Reeves) is een gokverslaafde die een lening krijgt van zijn vriend Jimmy om zijn schuldeisers te kunnen betalen. In ruil daarvoor moet hij een honkbalploeg van probleemkinderen uit een kansarme buurt van Chicago coachen. Hij raakt gehecht aan de jonge spelers en leert meer over hun levens die gedomineerd worden door bendes. Op hun school maakt hij kennis met hun knappe lerares Elizabeth Wilkes (Diane Lane), waar hij verliefd op wordt. Geleidelijk aan slaagt hij erin om de jongeren te motiveren en een hecht team te bouwen.

## Rolverdeling
| Acteur                 | Personage                |
| ---------------------- | ------------------------ |
| Keanu Reeves           | Conor O'Neill            |
| Diane Lane             | Elizabeth Wilkes         |
| John Hawkes            | "Ticky" Tobin            |
| D. B. Sweeney          | Matt Hyland              |
| Mike McGlone           | Jimmy Fleming            |
| Graham Beckel          | Duffy                    |
| Mark Margolis          | Fink                     |
| Bryan C. Hearne        | Andre Ray Peetes         |
| Michael Perkins        | Kofi Evans               |
| DeWayne Warren         | Jarius "G-Baby" Evans    |
| Julian Griffith        | Jefferson Albert Tibbs   |
| Michael B. Jordan      | Jamal                    |
| A. Delon Ellis Jr.     | Miles Pennfield II       |
| Brian M. Reed          | Raymond "Ray-Ray" Bennet |
| Kristopher Lofton      | Clarence                 |
| Sammy Sosa             | himself                  |
| Sterling "Steelo" Brim | Sterling                 |
| Wa-King Conner         | Rodney Harris            |

## Release en ontvangst
De film ging in première op 14 september 2001 in 2137 bioscopen en bracht in zijn openingsweekend bijna 10 miljoen dollar op. Wereldwijd bracht de film in totaal 44,1 miljoen dollar op.
Op Rotten Tomatoes heeft de film een score van 41% (115 recensies), met een gemiddelde waardering van 4,8/10. De consensus onder critici is: "Hoewel Hardball enkele ontroerende momenten bevat, zijn ze niet genoeg om het sportthema te overstijgen". Op Metacritic behaalt de film een score van 48/100 (25 recensies), wat duidt op een "gemengde of gemiddelde beoordeling".

## Trivia
Keanu Reeves ontving voor zijn acteerprestatie in deze film een Golden Raspberry-nominatie in de categorie "slechtste acteur".